# Rhabdops
Rhabdops – rodzaj węży z podrodziny zaskrońcowatych (Natricinae) w rodzinie połozowatych (Colubridae).

## Zasięg występowania
Rodzaj obejmuje gatunki występujące endemicznie w Indiach. 

## Systematyka

### Etymologia
Rhabdops: gr. ῥαβδος rhabdos „kij, laska”; ωψ ōps, ωπος ōpos „twarz, oblicze”.

### Podział systematyczny
Do rodzaju należą następujące gatunki:
- Rhabdops aquaticus Giri, Deepak, Captain & Gower, 2017
- Rhabdops olivaceus (Beddome, 1863)